# 7816 Hanoi
7816 Hanoi eller 1987 YA är en asteroid i huvudbältet som upptäcktes den 18 december 1987 av den japanska astronomen Masahiro Koishikawa vid Ayashi-observatoriet i Japan. Den är uppkallad efter den vietnamesiska huvudstaden Hanoi.